# 송진호 (기업인)
송진호(宋鎭鎬, 1968년 3월 28일~)는 대한민국의 기업인이자 정치인이다. 대한민국 제21대 대통령 선거 출마자이다.

## 학력
- 전주동북국민학교 졸업
- 전주남중학교 졸업
- 전주해성고등학교 졸업

## 경력
- 사단법인 한국사회경제연구소 이사장
- 사단법인 독도수호연합회 총재
- 사단법인 글로벌 데이터자산공제회 이사장
- 대한민국 국민 사이버국회 의장
- 한국예능인신용협동조합 이사장
- 재단법인 미라클 불교문화재단 이사장
- 미라클시티월드그룹 대표
- 국제 무예올림피아드 명예총재
- UN 평화지구방위사령부 원수
- 세계태권도평화연맹 총재
- 경제주권당 창당준비위윈장
- 무소속 제21대 대통령 선거 후보

## 역대 선거 결과
| 실시년도 | 선거  | 대수 | 직책   | 선거구   | 정당   | 득표수   | 득표율         | 순위 | 당락 | 비고 |
| -------- | ----- | ---- | ------ | -------- | ------ | -------- | -------------- | ---- | ---- | ---- |
| 2025년   | 대선  | 21대 | 대통령 | 대한민국 | 무소속 | 35,791표 | \| \| 0.10% \| | 5위  | 낙선 |      |
|          | 0.10% |      |        |          |        |          |                |      |      |      |